# Лісне (Німецький національний район)
Лісне́ (рос. Лесное) — село у складі Німецького національного району Алтайського краю, Росія. Входить до складу Орловської сільської ради.

## Населення
Населення — 155 осіб (2010; 212 у 2002).
Національний склад (станом на 2002 рік):
- росіяни — 77 %